# TrackMania Sunrise
Vous lisez un « bon article » labellisé en 2018.  Il fait partie d'un « bon thème ».
TrackMania Sunrise (TMS, ou simplement Sunrise) est un jeu de course développé par Nadeo et édité par Focus Home Interactive en France et au Royaume-Uni le 6 avril 2005, aux États-Unis le 6 mai 2005, puis dans le reste du monde. C'est la suite de TrackMania, dont il reprend le concept en l'améliorant. Le jeu offre une approche atypique par rapport aux créations du même genre au moment de sa sortie, de par son gameplay simple orienté arcade, son éditeur de niveau, la facilité de partager les créations et l'intérêt de son mode multijoueur.
Sunrise est très bien accueilli par la presse spécialisée lors de sa sortie. Les critiques décrivent la reprise du concept original, toujours aussi atypique et addictif, mais très largement amélioré. Ce bond en avant s'observe autant du point de vue graphique, portant les visuels de la première mouture souvent qualifiée d'« amateurs » ou « bas de gamme » pratiquement à la hauteur de la concurrence dans le genre, qu'au niveau du gameplay, magnifié par une physique des véhicules plus maitrisée et équilibrée ainsi que des choix novateurs privilégiant des pistes plus démesurées et plus aériennes. Quelques bémols sont régulièrement relevés comme la complexité d'utilisation de l'éditeur de niveau ou le sempiternel reproche de l'absence de collision. Malgré un accueil unanime, Sunrise ne se vend que très peu.
Le jeu connait une extension appelée TrackMania Sunrise Extreme qui sort en novembre 2005, rajoutant en particulier deux nouveaux modes de jeu. Sunrise fait partie d'une série très prolifique comptant de nombreuses suites.

## Système de jeu

### Généralités
TrackMania Sunrise est un jeu de course affiché dans une vue à la troisième personne au gameplay  atypique et simpliste, très orienté arcade, mais arborant des graphismes nettement améliorés par rapport au premier jeu de la série : TrackMania. Il reprend point par point le concept établit par ce dernier et amène plusieurs nouveautés telles que trois nouveaux environnements, de nouveaux modes de jeu, une fonctionnalité permettant de peindre les véhicules et une fonctionnalité peer-to-peer permettant de partager les fichiers, courses ou personnalisations de blocs ou de véhicules,,. Le gameplay se démarque d'une concurrence centrée sur la précision et le réalisme de la simulation pour laisser place à un jeu axé sur la conduite et le fun, typé arcade, dans lequel les voitures réalisent des sauts démesurés et atteignent des vitesses vertigineuses,. Sunrise reprend le système de commande simple du premier épisode avec seulement quatre boutons permettant de freiner, accélérer et gérer la direction. Le joueur réalise la course seul et aucune collision n'est possible (les voitures se traversent comme des fantômes). Lors de chaque tentative, un véhicule fictif pouvant être traversé sans choc, appelé « fantôme » et de couleur gris clair, matérialise le trajet de la meilleure course du joueur. Les voitures ne subissent pas de dégâts lors des chocs avec les décors.
Le joueur participe à des courses qui se déroulent sur des circuits ou des pistes sur lesquels il doit rallier l'arrivée en passant parfois par des checkpoints. Le jeu propose une centaine de pistes préconstruites, assez courtes,. Les courses sont chronométrées et les meilleurs temps sont récompensés d'une médaille de bronze, d'argent, d'or ou de la médaille Nadeo de couleur verte. Les temps de référence sont prédéfinis. Chaque médaille de bronze débloque la piste suivante. Chaque distinction permet au joueur de gagner des coppers, une monnaie virtuelle qu'il peut utiliser pour acheter des blocs dans l'éditeur de niveau,. Le chronomètre est affiché en permanence. Lors du passage à chaque checkpoint, le chrono affiche le temps de la partie en cours, plus précisément le retard ou l'avance par rapport au meilleur temps. Un bouton supplémentaire permet de relancer la partie depuis le dernier checkpoint et un autre depuis le début,. Le concept de TrackMania impose une grande part de méthode essai-erreur afin de découvrir et maitriser les particularités de chaque piste. Le joueur peut enregistrer un pseudo. Sunrise prend en charge trois types de contrôleurs de jeu : le clavier, la manette et le volant,,.
Le jeu apporte de nombreuses nouveautés au concept original. Il propose trois niveaux de difficulté et certaines pistes obligent parfois le joueur à réaliser plusieurs tours,. L'intelligence artificielle contrôle plusieurs concurrents en course avec lesquels les collisions sont également impossibles. Les premiers correspondent aux temps à battre pour obtenir les médailles,. Sur certains tronçons de piste, le jeu est affiché en vue à la première personne, sur d'autres, la caméra est fixe et éloignée à l'extérieur de la piste, le plus souvent lors des sauts les plus grands. Certaines phases peuvent également être affichées en vue de dessus,. Des nouveaux blocs de route de type booster permettent d'accélérer les véhicules et les pistes sont beaucoup plus larges,,. Lors des sauts, le joueur garde un contrôle très limité sur la direction, le freinage et l'accélération. Cela lui permet de modifier la trajectoire du saut, de mieux maitriser les atterrissages ou d'adapter l'orientation du véhicule à la physionomie de la piste,. Freiner en vol permet par exemple de replacer l'assiette du véhicule en parallèle avec le sol. La conduite impose régulièrement la prise de virages en dérapages contrôlés. Les voitures peuvent ou sont parfois obligées de rebondir sur l'eau à la manière des ricochets,. L'extension TrackMania Sunrise Extreme apporte une centaine de nouveaux blocs de construction (types de routes ou décors), dont les boosters rouges qui font brutalement accélérer les véhicules.

### Environnements
| |  |  |
| (Autoroute 401 en Ontario à gauche, et Ferrari Enzo à droite). Island place le joueur sur des autoroutes très larges et très rapides situées sur la côte, au volant d'une voiture sportive surpuissante. |  |  |

| Ville américaine composée d'immeubles et de routes (Miami).                                                                       |  | 4x4 de couleur blanche. |
| (Miami à gauche, et 4x4 Range Rover Evoque à droite). L'environnement Bay offre des visuels très urbains, aux commandes d'un 4x4. |  |                         |

| Pont et maisons en pierres. |  | Voiture de couleur grise. |
| (Route et pont sur la Côte d'Azur à gauche, et Mercedes SLR à droite). L'univers appelé Coast ressemble à des paysages de la Côte d'Azur et propose la conduite d'un roadster. |  |                           |

TrackMania Sunrise intègre trois environnements inédits ainsi que trois nouvelles voitures, chacune étant spécifique à chaque milieu avec son propre gameplay. Les trois environnements mettent en scène des univers ensoleillés,. Chaque environnement peut présenter quatre ambiances différentes, offrant divers effets de luminosité et d'éclairages en fonction du moment de la journée : le jour, la nuit, le lever et le coucher du soleil,.
Island est un décor paradisiaque parsemé de nombreux tremplins. Il privilégie la vitesse (jusqu'à 800 km/h) grâce à une voiture sportive puissante, inspirée du design de prestigieuses voitures italiennes telles que Ferrari et Lamborghini,, mais il nécessite aussi une bonne utilisation du frein. Les pistes sont larges voire très larges et ressemblent à de rapides autoroutes. L'environnement Bay est un décor urbain, moins rapide, dans lequel un 4x4 aux suspensions très souples donnant lieu à des écarts de conduites, saute d'immeuble en immeuble,. Les pistes sont constituées de longues rampes en métal, de tremplins, de routes surélevées, jusqu'aux toits qui servent de pistes de course. Coast privilégie un style de conduite plus classique, au volant d'un roadster, lourd, à la direction dure, mais dérapant facilement. Les paysages verdoyants, s'apparentent à des décors de la côte méditerranéenne, avec des routes plus accidentées et des tracés plus tortueux,. Le gameplay arcade s'estompe et laisse place à une conduite légèrement plus typée simulation, plus lente et plus précise,.

### Solo
Le mode solo permet de choisir les campagnes officielles (regroupement de courses) créées par Nadeo, les campagnes créées par la communauté, ou de réaliser des courses simples (créées par le joueur ou par les autres joueurs et téléchargées). Chaque mode de jeu comprend un certain nombre de séries, regroupant plusieurs pistes.
Le mode course reprend le mode solo du premier opus et comprend sept séries composées de cinq courses. Dans celui-ci, le joueur doit réaliser le meilleur temps. Le mode puzzle était déjà présent dans le premier épisode et comprend désormais sept séries de cinq courses. Le joueur doit compléter, avec les outils de l'éditeur de niveau, les pistes non-terminées auxquelles quelques blocs ont été omis. Il choisit ces blocs parmi un nombre limité, puis tente de réaliser le meilleur temps sur la piste pouvant arborer plusieurs physionomies légèrement différentes,. Le mode plate-forme est un nouveau mode de jeu se déroulant sur des pistes atypiques privilégiant le saut, dans lequel le joueur doit terminer un niveau en un minimum de tentatives. C'est un gameplay similaire à un jeu de plates-formes classique. Si la voiture tombe par exemple dans l'eau, ou sort de la piste sans pouvoir y revenir, un essai est comptabilisé,,. Dans le mode crazy, le dernier des douze concurrents est éliminé à chaque fin de course, sur des pistes très courtes,,. En fonction du temps réalisé, le joueur obtient une des trois médailles.
Sunrise offre également un nouveau mode de jeu complémentaire. Certains modes de jeu peuvent être joués en « coupe de série » afin d'obtenir la coupe de bronze, d'argent ou d'or,. Ce mode consiste à enchainer sans interruption toutes les courses d'une campagne. Le joueur doit obtenir au moins la médaille de la série correspondante (bronze, argent ou or), sinon la série s'arrête. S'il obtient toutes les médailles, il gagne la coupe,.
L'extension TrackMania Sunrise Extreme rajoute le mode de jeu « stunts », dans lequel le joueur doit faire un maximum de figures sur chaque circuit en utilisant le décor. Chaque demi-tour, vrille, tonneau ou saut périlleux rapporte des points. Il doit cependant atteindre la ligne d'arrivée avant la fin du temps réglementaire, sinon une pénalité fait baisser le score. L'extension rajoute également le mode « extreme » qui comporte des circuits plus longs qu'à l'accoutumée.

### Multijoueur
TrackMania Sunrise reprend le même fonctionnement que son prédécesseur et permet le jeu multijoueur en hotseat, en réseau local et sur Internet. Jusqu'à seize joueurs peuvent alors s'affronter en simultanée sur la même piste. En plus de la fonctionnalité peer-to-peer permettant de partager les fichiers, le jeu propose un nouveau système de ladder,.
En hotseat, les joueurs peuvent s'affronter sur la même machine dans deux modes : « par tour » et « contre-la-montre ». Le premier consiste à réaliser le meilleur temps en un nombre de tours définis en début de partie par les joueurs. Chaque joueur joue un tour l'un après l'autre puis le joueur ayant réalisé le plus mauvais temps retente sa chance jusqu'à ce qu'il améliore éventuellement son temps. Le nouveau dernier joueur rentre alors dans le jeu et ainsi de suite. Dans le second mode, le joueur doit réaliser le meilleur temps dans une partie d'une durée limitée. Un premier tour est joué à tour de rôle, puis le dernier joueur du classement tente d'améliorer son temps pour gagner une place. Lorsqu'il y arrive, il passe la main au nouveau dernier jouer. Cependant, chaque joueur possède une jauge lui imposant une limite de temps pour faire un meilleur chrono. Si elle se vide complètement, le joueur est éliminé, puis le nouveau dernier prend la main et ainsi de suite,.
En local ou sur Internet, Sunrise propose les deux modes précédents, ainsi qu'un mode par « équipe », « boucle » et « stunt »,. Dans le premier, chaque joueur suit les règles du mode « par tour », mais à la fin de chaque tour les points sont additionnés par équipe. Dans le second, les joueurs s'affrontent sur un circuit en boucle. Le vainqueur est le premier à terminer le nombre de tours définis ou bien celui qui a passé le plus de checkpoint dans un temps limite. Le dernier mode est identique au mode « contre-la-montre », mais le joueur doit plutôt réaliser des figures.

### Éditeur de niveau et fonctionnalités
L'éditeur de niveau a été amélioré. Il intègre notamment la prise en charge de la souris et comporte désormais près de quatre cents blocs de construction différents. L'interface a bénéficié d'une refonte. Il propose une nouvelle fonctionnalité peer-to-peer qui permet de partager les fichiers, les courses, les personnalisations de blocs ou de véhicules directement dans le jeu. Un nouvel éditeur de campagne (regroupement de plusieurs pistes) a été intégré, ainsi qu'un atelier de montage de replay. Ce dernier permet aussi de créer des intros de début de niveaux ou des cinématiques de fin de niveaux,. Le Mediatracker est une fonctionnalité qui permet au joueur de choisir le placement de la caméra pendant les replays, et pas seulement derrière la voiture. Outre les positionnements et mouvements de caméras, le joueur peut créer des effets de flou, de focale, de traînées ou des filtres de couleurs. La course est donc rejouée comme durant le jeu dans une vue à la troisième personne, mais offre donc parfois différents points de vue depuis les côtés de la piste en fonction de ce qu'a décidé le créateur de la piste. Il permet également d'afficher du texte à des moments précis.
L'atelier de peinture permet de personnaliser l'aspect des véhicules notamment en rajoutant une brillance de couleur métallique, des autocollants ou en important n'importe quelle photo issue du disque dur du joueur pour l'appliquer sur la carrosserie,.

## Développement

### Genèse et origine du concept
TrackMania Sunrise est développé par Nadeo, qui continue sa politique de production continue, d'écoute de la communauté et de commercialisations fréquentes,. Dès la sortie de Power Up!, l'extension du premier opus, l'équipe planche sur une nouvelle mouture. Celle-ci doit être commercialisée sous forme d'add-on, comme Power Up!. Cependant, le décalage dans le temps des sorties du premier opus et de son extension incite Nadeo à repousser sa parution, ce qui permet au studio de s'octroyer du temps et de réaliser trois nouveaux environnements. Le projet devient alors un jeu et une suite à part entière.

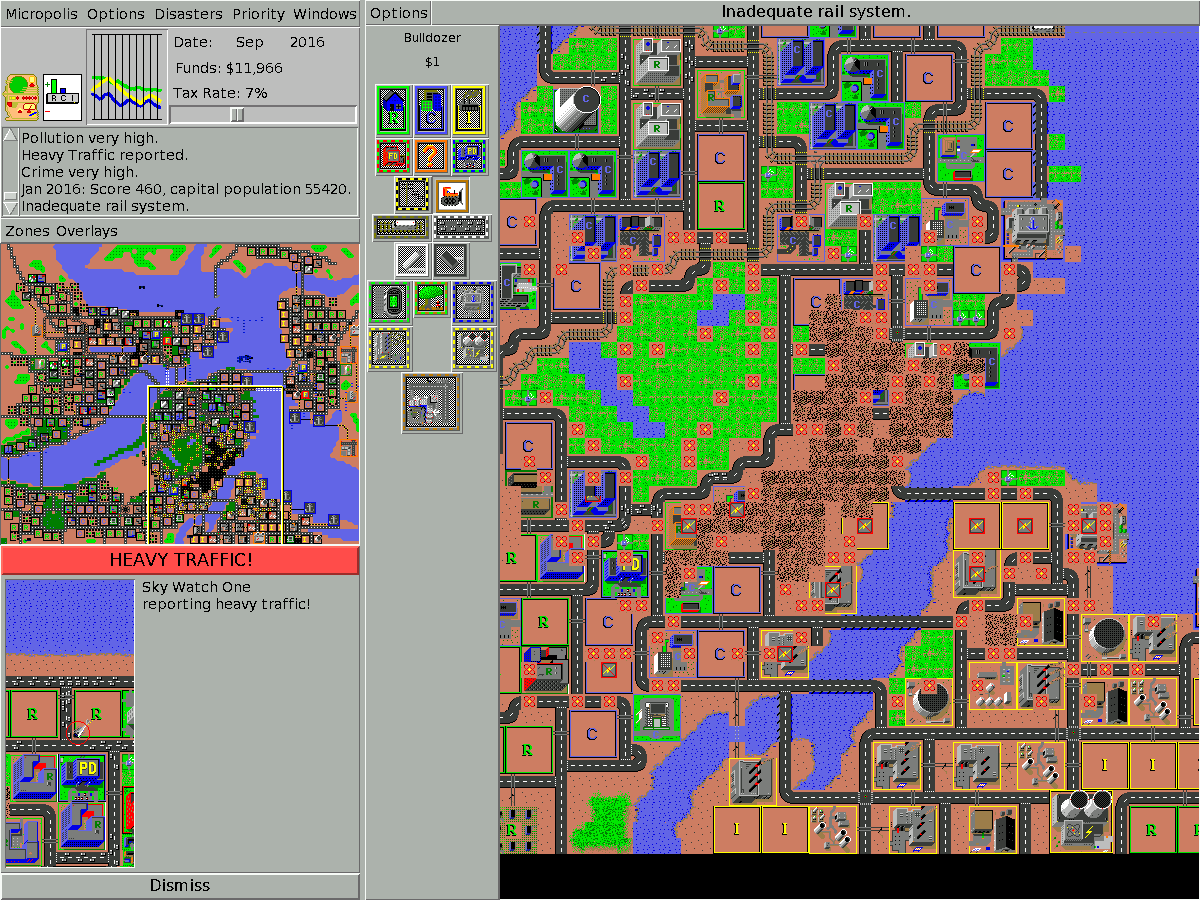
(Micropolis, jeu de simulation urbaine dérivé du code source de SimCity).
Nadeo est influencé par plusieurs jeux pour mettre au point le gameplay originel de TrackMania, dont SimCity, qui inspire notamment la simplicité de son interface.

Lors d'un « journal de développeur » (en anglais designer Diary ou developer Diary, article écrit par un des membres de l'équipe), réalisé en cinq épisodes pour le site spécialisé dans le jeu vidéo GameSpot, Nadeo dévoile s'être appuyé sur cinq titres dont certains ont marqué l'histoire du jeu vidéo pour développer le concept original de TrackMania : SimCity, Stunt Car Racer, Lemmings, Super Monkey Ball et Quake. Le premier inspire la simplicité de l'interface de l'éditeur de niveau et la liberté conférée au joueur. Le second influence la création du point de vue des circuits irréalistes, ressemblant à des montagnes russes. Du troisième, TrackMania adopte l'aspect essai-erreur très présent,. L'équipe dévoile également que le mode de jeu « plate-forme », dont le but n'est pas de faire la course contre la montre mais de la terminer en un minimum de tentatives, est inspiré de Super Monkey Ball, qui utilise un système de jeu similaire. Ce mode est d'abord intégré au jeu en bêta-test. Les retours positifs des joueurs, mais aussi de la presse spécialisée l'ayant essayé, réussissent à convaincre Nadeo de l'intégrer définitivement.
Beaucoup de joueurs voient dans Stunts le précurseur de TrackMania. Certains observateurs comme le site spécialisé dans le jeu vidéo Gamekult affirment même que ce dernier est bien inspiré de Stunts,,. Pourtant, l'équipe prétend qu'elle ne s'est « jamais vraiment inspiré[e] de ce jeu ». De rajouter que si certaines similitudes sont évidentes, elles « sont principalement dues à un processus qui a mené à trouver les mêmes solutions pour les mêmes problèmes ». Pour l'équipe, la philosophie de jeu est cependant différente. TrackMania, avec son absence de collision, est axé sur la course pure, alors que Stunts est lui centré sur la conduite réelle avec des collisions. Nadeo a donc cherché à développer simplement le concept de la course, plutôt que celui de la conduite.

### Conception
Florent Castelnérac considère que l'équipe a « peut-être [été] trop sérieu[se] du point de vue du level design », et a donc décidé d'introduire de nouveaux styles de pistes. Durant le développement, l'introduction des collisions dans le jeu n'est pas à l'ordre du jour car l'équipe préfère rester dans l'originalité. Elle rappelle que cela ne fait pas partie du concept, d'autant plus que d'autres jeux concurrents gèrent très bien cet aspect. Le code réseau a été amélioré,. C'est Digital Jesters, éditeur du jeu notamment au Royaume-Uni, qui demande l'intégration de la fonctionnalité anti-triche appelée StarForce. Pour concevoir l'univers « Island », Nadeo dit avoir adopté une approche plus « glamour, plus américaine ». Le gameplay est délibérément le plus arcade possible et selon les propres mots de l'équipe, « grand public » et teinté d'« une grosse influence Out Run ». L'environnement « Bay » est en réalité un remake de l'univers « Desert » qui a évolué indépendamment des choix pris dans ce dernier. L'idée de Nadeo a été de faire un compromis, en gardant le gameplay de ce milieu que l'entreprise estime réussit. La conduite de ces deux univers est quasiment identique à quelques réglages près, par exemple le poids du 4x4. Nadeo juge la conduite dans « Coast » véritablement opposée à celle d'« Island » et l'environnement « peut-être le plus sérieux ».
L'éditeur de niveau intègre des nouveaux blocs de constructions, dont certains sont spécifiques à chaque voiture. De nouveaux blocs ont été créés et certains permettent d'aménager les abords de la piste en plus de la route.

### Graphismes
Les graphismes du premier épisode de TrackMania sont largement jugés comme basiques ou peu intéressant par les critiques. Dans ce jeu, l'accent a été mis sur le maintien d'un framerate solide plutôt que sur l'attrait des visuels. Dans Sunrise, Nadeo a cherché à concilier les deux en améliorant considérablement l'aspect graphique, qui présente alors des visuels colorés, précis et détaillés. Le studio a donc créé un nouveau moteur de jeu permettant d'afficher de meilleurs graphismes et d'intégrer de nouvelles fonctionnalités. Le moteur graphique est à peu près le même que celui du jeu original. Celui-ci a aussi été utilisé sur Virtual Skipper 3, dont les graphismes ont pourtant été jugés meilleurs que ceux de TrackMania par les critiques. Les développeurs ont surtout appris à mieux tirer parti du moteur propriétaire. Ce moteur est justement en constante évolution. Selon Florent Castelnérac, même si de nombreux joueurs ont été satisfaits par les graphismes du premier opus, il lui semble évident que beaucoup d'autres n'achèteront jamais un jeu ne présentant pas des graphismes époustouflants. Pour lui, si la vieille école se satisfait d'un jeu avec un gameplay comme élément essentiel du jeu, les joueurs plus récents attendent un meilleur rendu visuel, preuve d'une certaine qualité de production. L'objectif de l'équipe est donc de rendre Sunrise graphiquement compétitif avec les autres productions de jeux de course du moment. Nadeo prend cet aspect très au sérieux et met en place des « mesures drastiques » en doublant la taille de l'équipe artistique. Le studio a alors des appréhensions quant aux capacités des programmeurs à répondre aux demandes des artistes. Cependant, il estime avoir réussi à garder l'équilibre et reste satisfait des graphismes présentés par le jeu.
Comme pour le premier opus, l'équipe développe le jeu sur quatre ordinateurs de capacités différentes dans le but de faire fonctionner le jeu sur la majorité des configurations, même les plus basses,. Les développeurs ont utilisé des outils d'optimisation du temps GPU afin de tirer pleinement partie des configurations moyennes comme des plus élevées. Durant le développement, Castelnérac dévoile que le portage du jeu vers les consoles n'est pas envisageable en raison des capacités inférieures par rapport au PC en termes de création, de connectivité et de partage. Dans Sunrise, le nombre de véhicules affichés à l'écran en multijoueur n'est plus limité, mais dépend des capacités de l'ordinateur.
Selon Castelnérac, la possibilité de choisir la période de la journée durant laquelle la course est jouée est une avancée significative dans la mesure où ce choix permet réellement de changer l'ambiance du jeu. Les éclairages sont différents selon que la course se dispute à l'aube, à midi, au crépuscule ou en pleine nuit.

### Partage

Une nouvelle fonctionnalité peer-to-peer permet de partager les fichiers directement dans le jeu avec les autres joueurs.

L'intégration du peer-to-peer est une suite logique pour développer l'aspect création par la communauté. Cette fonctionnalité est donc améliorée dans Sunrise. Elle permet le partage des créations directement dans le jeu, comme les fichiers, les courses ou les personnalisations de blocs et de véhicules,. Elle facilite la fluidité des échanges des créations communautaires et à ce titre, Nadeo estime que Sunrise est « community ready ». Cette fonctionnalité est également incluse dans le remaster du premier jeu TrackMania Original, sorti quelques mois après Sunrise. Cependant, lors d'une interview, Castelnérac déclare que la notation de ces créations est très bien gérée par la communauté de sites web amateurs TrackMania, qui propose aussi des images, des commentaires ou des récompenses.
Une partie des outils figurant dans Sunrise est également créée afin de favoriser le partage. Ainsi, il est désormais possible d'ajouter une introduction à une piste, de déplacer les caméras, de rajouter des textures spécifiques comme des panneaux publicitaires, de repeindre les voitures ou encore de créer une campagne regroupant plusieurs pistes. Le Mediatracker, fonctionnalité largement utilisée pour réaliser les replays, est pourtant au départ pensé pour réaliser des actions pendant la course.

## Bande-son
La bande-son de TrackMania Sunrise comprend treize pistes, sous licence, composées par différents artistes issus de la scène musicale britannique,,. Ceux-ci sont de jeunes créateurs issus de l'Academy of Contemporary Music (Angleterre), avec qui Nadeo a passé un accord,. La bande-son englobe un large éventail de styles musicaux différents, comme de l'electronica ou un peu de drum and bass,,. Le jeu comporte beaucoup de bruitages de crash, de crissements de pneus ou de bruits de moteur. La lecture des pistes est réalisée en continue, ce qui évite la répétition de morceaux lorsque le joueur rejoue souvent sur la même piste.

## Commercialisation et extension
Le jeu est tout d'abord dévoilé mystérieusement sur le forum de discussion de TrackMania par un membre de l'équipe de Focus Home Interactive le 18 mai 2004. L'annonce précise qu'une avant-première mondiale sera faite lors d'une LAN se déroulant du 5 au 6 juin 2004 à Paris. Progressivement jusqu'au 3 juin, des rumeurs laissent entendre qu'un nouveau jeu, spin-off ou extension est en préparation. Le 2 juin, l'éditeur britannique Digital Jesters dévoile même par erreur le titre TrackMania Sunrise et l'existence de la suite. Sunrise est officiellement confirmé en image par une vidéo lors de la LAN, en même temps que l'extension du jeu TrackMania intitulée Power Up!. À ce moment-là, il est lui-aussi présenté comme une extension de ce jeu, jusqu'au 13 septembre 2004 où la sortie d'une véritable suite est clarifiée,,,,. Le jeu est présenté en avant-première du 2 au 4 décembre 2004 au SLIN (Salon des Loisirs Interactifs et Nases) au CNIT La Défense, où une quarantaine de PC permettent à tous les visiteurs de l'essayer. La phase de bêta-test est lancée le 1er février 2005,. La sortie est d'abord prévue pour mars 2005, puis repoussée en février 2005 pour le mois d'avril suivant,. Le 15 mars 2005 une démo finale est mise à la disposition du public alors que le jeu part en production. TrackMania Sunrise est édité le 6 avril 2005 en France par Focus Home Interactive. Le 8 avril 2005, jour de la publication du jeu au Royaume-Uni, l'éditeur de la version britannique Digital Jesters publie un mini-jeu de conduite par navigateur en flash développé par Inbox Digital et appelé Mini TrackMania, afin de promouvoir la sortie de Sunrise,,. Deep Silver édite le jeu en Allemagne le 26 avril 2005,. Sunrise est édité par Enlight Software le 6 mai 2005 aux États-Unis.

Logo de TrackMania Sunrise Extreme.

Le 3 juin 2005, la sortie d'une extension est annoncée pour le mois de novembre, en même temps que celle du remaster du premier opus avec le moteur de Sunrise, TrackMania Original. Une démo de l'extension est proposée au public le 4 novembre 2005. TrackMania Sunrise Extreme (stylisé TrackMania Sunrise eXtreme, TMSE) est publié le 15 novembre 2005 en téléchargement. Il est proposé gratuitement en téléchargement aux possesseurs du jeu à partir du 18 novembre 2005. Une version boîte est également commercialisée. Cette mise à jour apporte une centaine de nouveaux blocs de construction, dont les boosters rouges qui font brutalement accélérer les véhicules. L'extension rajoute également deux nouveaux modes de jeu, « stunts » et « extreme ». En 2006, une version spéciale de TrackMania Sunrise Extreme est commercialisée uniquement en Allemagne sous le titre TrackMania Sunrise Extreme: Limited Edition, comprenant notamment sur un CD audio une bande-son composée uniquement de pistes inédites,,. Un patch (version 1.51) est par la suite publié le 29 octobre 2007,.

## Réception

### Accueil commercial
À l'instar de son prédécesseur, TrackMania Sunrise ne se vend que très peu et c'est une véritable déception pour les éditeurs, en particulier les équipes de distribution et de publication qui pensaient réellement vendre le jeu en masse. Pourtant, il figure toujours dans les meilleures ventes PC deux mois après sa sortie.
Florent Castelnérac dévoile en février 2006 que la publication de Nations, et sa découverte par le grand public, a gonflé les ventes des épisodes TrackMania disponibles dans le commerce à ce moment-là.

### Critiques deSunrise
TrackMania Sunrise est très bien accueilli par la presse spécialisée lors de sa sortie. Les critiques décrivent la reprise du concept original, toujours aussi atypique et addictif, mais très largement amélioré. Ce bond en avant s'observe autant du point de vue graphique, portant les visuels de la première mouture souvent qualifiés d'« amateurs » ou « bas de gamme » pratiquement à la hauteur de la concurrence dans le genre, qu'au niveau du gameplay, magnifié par une physique des véhicules plus maitrisée et équilibrée ainsi que des choix novateurs privilégiant des pistes plus démesurées et plus aériennes. Quelques bémols sont régulièrement relevés comme la complexité d'utilisation de l'éditeur de niveau ou le sempiternel reproche de l'absence de collisions. Le jeu obtient en avril 2018 une moyenne de notes de 82 % sur Metacritic avec 31 critiques et 80,1 % sur GameRankings avec 31 critiques.
De nombreuses critiques relèvent comme pour le premier opus l'absence de collisions. La plupart estime encore ce choix comme un aspect négatif, mais quelques-uns d'entre eux entrevoient les avantages et ce que cela apporte au gameplay,. GameSpot et IGN jugent le comportement des véhicules grandement amélioré. Le gameplay est largement décrit comme fun et addictif. Jeuxvideo.com et Jeuxvideo.fr jugent la prise en main « immédiate »,. Pour Gamekult, la possibilité d'influer sur la trajectoire dans les airs est « relativement bien équilibrée, même si le freinage reste un poil trop puissant ». Le site juge la partie solo plus variée, grâce à des pistes « plus intéressantes, plus longues et mieux pensées ». Le site note cependant que la progression est ralentie par le déblocage progressif du contenu. GameSpot juge le jeu parfois difficile, mais selon le site, la frustration s'efface en comparaison des atouts du jeu. IGN, comme d'autres médias, relève aussi la difficulté de jeu parfois élevée, en particulier pour obtenir la médaille d'or. Malgré l'amélioration du code réseau, Gamekult et Canard PC constatent quelques lags,. Pourtant, d'autres médias comme GameSpot ne relèvent pas de ralentissement. Lorsque GameSpy essaye le multijoueur, elle ne peut accéder qu'à des « pistes nulles » sur lesquelles des joueurs essayent sans cesse de passer des difficultés, sans vraiment réaliser des courses. Le site juge ainsi l'aspect multi « décalé et buggé ». Certains critiques rencontrent quelques difficultés dans l'utilisation de l'éditeur de niveau. Canard PC ne parvient pas à comprendre l'utilité de certains blocs tant qu'ils n'ont pas été placés sur la piste. GameSpot le juge pas très abordable aux premiers abords, même s'il s'avère efficace par la suite. Canard PC regrette que l'atelier de peinture ne permette pas d'éditer les textures, ce qui oblige à utiliser un logiciel externe. Pour IGN, Nadeo a réussi à améliorer l'éditeur notamment grâce à la meilleure prise en charge de la souris ou la possibilité de zoomer ou de faire un panoramique.

« La différence est flagrante ; là où TrackMania se voulait volontairement dépouillé, Sunrise déborde d'effets graphiques, de lens-flare, de replays et de ce genre de choses tape-à-l'œil. »

— Jeuxvideo.com
Gamekult qualifie les graphismes de « propres, lumineux et colorés ». Pour Canard PC, les graphismes n'ont « plus rien à voir avec ceux du premier jeu » qui ne peut dès lors souffrir de la comparaison avec la concurrence. À ce titre, le magazine les juge « presque » équivalents aux ralentis de Gran Turismo 4. Jeuxvideo.fr note une multitude d'effets lumineux et de détails, des modèles de véhicules plus aboutis et des décors plus riches. Eurogamer considère les visuels comme « incroyablement propres et bien définis ».
Au niveau sonore, Jeuxvideo.com note une amélioration générale « flagrante ». Gamekult juge la bande-son « convaincante » et « adaptée aux univers proposés ». GameSpot remarque des effets sonores « nombreux » et « solides ». IGN les juge bons pour ce type de jeu, avec « un niveau de détails ridiculement élevé ».

« Addictif, bien réalisé, long et parfois difficile, Sunrise est une sorte de TrackMania parvenu à parfaite maturité. »

— Jeuxvideo.fr
Selon Canard PC, avec les améliorations apportées au concept original, « impossible dès lors de parler de petit jeu ». Gamekult le juge « bien plus complet et plus riche » que son prédécesseur. Pour GameSpot, le jeu apporte tout ce que peut exiger une suite. Eurogamer qualifie le jeu de « synthèse exquise des genres de course et de puzzle », à la « conception de piste [...] plus extraordinaire que jamais ». Malgré quelques défauts relevés, GameSpy le décrit comme « une nette amélioration du jeu original ».

### Critiques deSunrise Extreme
TrackMania Sunrise Extreme est bien accueilli par la presse spécialisée lors de sa sortie,,,,.
Jeuxvideo.fr juge le mode « Stunts » « sympa, mais lassant », manquant de diversité. Selon Gamekult et Jeuxvideo.fr, ce mode de jeu et ses cascades sont plus efficaces que les courses proposées par le même mode dans le remaster du premier jeu, TrackMania Original. Sunrise Extreme offre des circuits « plus longs » et « fort bien construits »,. Le site, à l'instar de Jeuxvideo.fr, juge les apports minimaux, mais estime qu'ils donnent une seconde vie au jeu en amenant de la variété et le rendant plus complet,. Selon Computer idea, le jeu donne tout le meilleur grâce à l'utilisation d'un joypad et l'aspect multijoueur est « excellent ». PC PowerPlay estime que Sunrise Extreme privilégie encore plus les courses et les pistes extravagantes. Pour le magazine, il offre un équilibre parfait, avec des visuels de qualité et un gameplay étant le meilleur dans ce genre à ce moment-là. Selon Giochi per il mio computer, Sunrise Extreme est un « jeu fantastique » et une « extension de qualité ».

## Postérité

### Série
En 2006, Nadeo adapte le concept original afin de créer un jeu destiné à la compétition en ligne dans un univers sport. TrackMania Nations, spécialement développé pour l'eSports World Convention, est donc centré sur l'aspect multijoueur. Fin 2006, Nadeo publie un nouveau jeu intitulé TrackMania United, qui a pour but de regrouper tous les environnements créés jusque-là dans les précédents jeux,. En 2008, Nadeo crée TrackMania United Forever et TrackMania Nations Forever, deux extensions respectivement destinées à United et Nations, qui permettent principalement de jouer à ces deux jeux ensemble en multijoueur,,.
Par la suite, Nadeo externalise le portage de la franchise TrackMania sur plates-formes Nintendo chez Firebrand Games. En 2008 sort TrackMania DS sur Nintendo DS, et en 2010, TrackMania sur Wii et TrackMania Turbo sur DS.
À partir de 2011, Nadeo développe une série de jeux sur PC intitulée TrackMania², proposant chacun un environnement particulier. TrackMania²: Canyon parait en 2011, TrackMania²: Stadium en 2013, TrackMania²: Valley en 2013, TrackMania²: Lagoon en 2017. Les environnements sont inédits, sauf Stadium qui reprend l'univers du sport de celui de TrackMania Nations, mais l'intérêt essentiel est la possibilité de créer des modes de jeu personnalisés,,,.
TrackMania reste très longtemps sur la plate-forme PC et met beaucoup de temps pour trouver sa voie et arriver sur console. Cependant en 2016, Nadeo opte pour la première fois pour une publication multiplate-formes avec un nouveau jeu intitulé TrackMania Turbo, et réussit à transposer tous les fondamentaux de la série, entre autres sur PlayStation 4 et Xbox One. Celui-ci présente des nouveautés telles que la génération procédurale de pistes, la conduite d'un véhicule à deux et une compatibilité avec Oculus Rift,, HTC Vive et le PlayStation VR,.

### Importance et distinctions
Fin mars 2005, juste avant la sortie du jeu, Canard PC donne le chiffre de 50 000 circuits disponibles en ligne, créés par la communauté « déjà très active ». Sunrise est en effet déjà disponible depuis longtemps en bêta-test et le magazine considère cette grande communauté de joueurs comme responsable de la réussite du jeu. Au moment de la sortie de Sunrise Extreme, seulement une année après la sortie du premier jeu TrackMania, la communauté en ligne est déjà florissante.
À partir de 2006, deux fans du jeu soutenus par Nadeo réalisent quelques vidéos regroupant des milliers de joueurs. Ils utilisent la possibilité de monter ensemble plusieurs replays d'une unique piste et réussissent à y faire figurer plusieurs milliers de joueurs différents en même temps,.
Le magazine australien spécialisé dans le jeu vidéo PC PowerPlay le désigne 45e meilleur jeu de son top 100 de l'année 2005. Le site français 01net le classe parmi les meilleurs jeux vidéo de l'année en décembre 2005.

### Ressources primaires
1. 1 2  Nadeo. TrackMania Sunrise (PC). Focus Home Interactive. 6 avril 2005.
2. 1 2 3  « De Stadium à Bay », TrackMania, le magazine officiel, no 1,‎ été 2008, p. 26-31.
3. ↑  (en) « Tracks for Tracks », sur TrackMania Sunrise.com, 4 avril 2005.

### Interviews
1. 1 2 3 4 5  (en) « TrackMania Sunrise Interview », sur 3DAvenue.com, 2005.
2. 1 2 3 4  (en) Gamespot Staff, « TrackMania Sunrise - Designer Diary #2 - Stunt Car Racer », sur GameSpot, 4 mai 2005.
3. ↑  (ro) « Interview Florent Castelnerac, PDG Nadéo », sur JeuxVideoPC.com, 2 avril 2005.
4. 1 2 3 4 5  (en) Gamespot Staff, « TrackMania Sunrise Designer Diary #1 - The Spirit of SimCity », sur GameSpot, 4 mai 2005.
5. 1 2 3  (en) Gamespot Staff, « TrackMania Sunrise Designer Diary #3 - Lemmings and TrackMania », sur GameSpot, 4 mai 2005.
6. ↑  (en) Gamespot Staff, « TrackMania Sunrise Designer Diary #4 - The Spirit of Super Monkey Ball », sur GameSpot, 4 mai 2005.
7. 1 2 3 4 5 6  (en) Tom Bramwell, « Building on TrackMania », sur Eurogamer, 14 septembre 2004.
8. 1 2 3  (en) Eoghan Brophy, « Gamers Europe » PC » Interview » Trackmania: Sunrise », sur Gamers Europe, 10 septembre 2004.
9. ↑  [vidéo] « Nadeo - Notre reportage chez le développeur de TrackMania et ShootMania (Playitlive.fr) », sur YouTube.
10. ↑  Sebastien, « Interview de Florent, employé de Nadéo (développeur de Virtual Skipper et TrackMania) », sur Jeuxvideo.fr, 16 juillet 2004.
11. ↑  Sebastien, « Interview de Florent Castelnerac, PDG de Nadeo », sur Jeuxvideo.fr, 7 février 2006.

### Ressources secondaires
1. 1 2  Hosteel, « TrackMania Sunrise : plus d'images », sur Gamekult, 22 mars 2005.
2. 1 2  (en) « TrackMania Sunrise », sur Eurogamer.
3. 1 2  (de) « Trackmania Sunrise im Test », sur GameStar, 2 mai 2005.
4. 1 2  (en) David Adams, « TrackMania Sunrise Warms Retail », sur IGN, 6 mai 2005.
5. ↑  (en) Tom Bramwell, « TM Sunrise eXtreme released », sur Eurogamer, 15 novembre 2005.
6. ↑  Aurélien Jolly, « TM Sunrise eXtreme en téléchargement », sur Gamekult, 15 novembre 2005.
7. 1 2 3 4 5 6 7 8 9 10 11 12 13 14  Jihem, « Test TrackMania Sunrise sur PC », sur Jeuxvideo.com, 5 avril 2005.
8. 1 2 3 4 5 6  (en) Russ Clow, « TrackMania Sunrise preview », sur PC Gameworld, 14 février 2005.
9. 1 2 3 4 5 6  « Aperçu TrackMania Sunrise sur PC », sur Jeuxvideo.com, 15 février 2005.
10. 1 2 3 4 5 6  (es) Sam Gibson, « TrackMania Sunrise », sur Ferrago, 2005.
11. ↑  (en) « FreeplayPlay!: TrackMania Extreme », PC Zone, no 164,‎ février 2006, p. 106.
12. 1 2 3 4 5  (en) Scott Osborne, « TrackMania Sunrise », sur GameSpy, 27 mai 2005.
13. 1 2 3 4 5 6 7  (en) Ed Dawson, « TrackMania Sunrise », PC PowerPlay, no 113,‎ juin 2005, p. 66-67.
14. 1 2  (en) Ellie Gibson, « New tracks for TrackMania », sur Eurogamer, 4 avril 2005.
15. 1 2 3 4 5 6 7 8 9 10 11 12 13 14 15 16 17 18 19  Lord Casque Noir, « Test de TrackMania Sunrise », Canard PC, no 62,‎ 23 mars 2005, p. 16-19.
16. 1 2 3 4 5 6 7 8 9 10  (en) Alex Navarro, « TrackMania Sunrise Review », sur GameSpot, 6 mai 2005.
17. ↑  (en) Benjamin Nitschke, Professional XNA Programming : Building Games for Xbox 360 and Windows with XNA Game Studio 2.0, John Wiley & Sons, 2008, 571 p. (ISBN 978-0-470-26128-6, lire en ligne), p. 336.
18. 1 2 3 4 5 6  (en) Chris Buffa, « Hands-On: Trackmania Sunrise », sur Game Daily, 8 avril 2005.
19. 1 2 3 4 5 6 7 8  (en) Tom Bramwell, « TrackMania Sunrise », sur Eurogamer, 6 avril 2005.
20. 1 2  (en) Tom McNamara, « 10 Wonders of the Gaming World », sur IGN, 28 juin 2005.
21. 1 2 3 4 5 6 7 8 9 10  Nerces, « Test de TrackMania Sunrise », sur Jeuxvideo.fr, 6 avril 2005.
22. ↑  (en) Jkdmedia, « TrackMania Sunrise - PC - Preview », sur GameZone, 4 mai 2012.
23. ↑  (en) Marc Saltzman (Gannett News Service), « Review: TrackMania sequel delivers », sur CNN Technology, 18 août 2005.
24. 1 2 3  (en) « TrackMania Sunrise », Edge, no 149,‎ mai 2005, p. 88.
25. ↑  (en) « TrackMania Sunrise », Edge, no 147,‎ mars 2005, p. 41 (lire en ligne).
26. 1 2 3  Erwan Cario, « 20 secondes de TrackMania », sur Blog - Libération.fr, 3 mai 2005.
27. ↑  (en) « TrackMania Sunrise », Edge, no 139,‎ juillet 2004, p. 39.
28. 1 2 3 4 5 6 7 8 9 10 11 12 13 14 15 16 17 18 19 20 21 22 23  Hosteel, « Test - TM Sunrise : un cocktail enivrant ? », sur Gamekult, 7 avril 2005.
29. 1 2  « Démo : TrackMania Sunrise Extreme », Canard PC, no 90,‎ 16 novembre 2005, p. 26.
30. ↑  Laurent Moreaux, « TrackMania Sunrise », sur JeuxActu, 25 février 2005.
31. 1 2  Aurélien Jolly, « TrackMania Sunrise : encore des images », sur Gamekult, 29 octobre 2004.
32. 1 2 3  (en) Nathan Cocks, « 2005 Games to Watch: TrackMania Sunrise », PC PowerPlay, no 111,‎ avril 2005, p. 56.
33. 1 2  (en) « TrackMania Sunrise », GamesTM, no 31,‎ mai 2005, p. 94-95.
34. 1 2  (en) jkdmedia, « TrackMania Sunrise - PC - Review », sur GameZone, 4 mai 2012.
35. 1 2 3 4 5 6 7 8  Damien, « Test de TrackMania Sunrise Extreme », sur Jeuxvideo.fr, 21 décembre 2005.
36. 1 2 3 4 5 6 7  (en) Tom McNamara, « TrackMania Sunrise », sur IGN, 28 juin 2005.
37. 1 2  Lord Chocolat Noir, « Y'a bon TrackMania!* », Canard PC, no 59,‎ 2 mars 2005, p. 16-17.
38. ↑  (en) « El Toque francés », Edge, no 6,‎ octobre 2006, p. 64.
39. ↑  (en) Rich Stanton, « Ten Years Of Trackmania », sur Rock, Paper, Shotgun, 1er novembre 2013.
40. ↑  Hosteel, « TrackMania en images », sur Gamekult, 30 octobre 2003.
41. ↑  Poischich, « TrackMania : la démo en version bêta », sur Gamekult, 24 octobre 2003.
42. 1 2  (en) « The Making of TrackMania », Edge, no 214,‎ mai 2010, p. 110 (lire en ligne).
43. 1 2  (en) Jason Ocampo, « TrackMania Sunrise Hands-On », sur GameSpot, 7 mars 2005.
44. ↑  Olivier, « Développement durable », sur Factornews, 24 mars 2005.
45. 1 2  (en) « News: Learn with MTM », MusicTech Magazine, no 32,‎ novembre 2005, p. 15.
46. ↑  (en) « Future UK Music Stars Appear In New Video Game », sur GameZone, 4 mai 2012.
47. 1 2  (en) « TrackMania Sunrise Hands-On », sur IGN, 4 février 2005.
48. ↑  « TrackMania :  LAN TrackMania PARIS LES INFOS DEFINITIVES », sur Forum - TrackMania.com, 18 mai 2004.
49. 1 2  Poischich, « TrackMania bientôt sous les cocotiers ? », sur Gamekult, 3 juin 2004.
50. ↑  Sonny, « Nouveau jeu : Trackmania Sunrise », sur Factornews, 2 juin 2004.
51. 1 2  Poischich, « TrackMania Sunrise : l'annonce en vidéo », sur Gamekult, 11 juin 2004.
52. ↑  Nerces, « Le point sur TrackMania Speed Up! et Sunrise », sur Clubic, 15 septembre 2004.
53. ↑  Sonny, « Trackmania Sunrise : screenshots et avant-première », sur Factornews, 24 novembre 2004.
54. 1 2  Hosteel, « TM Sunrise : un bêta test et des images », sur Gamekult, 4 février 2005.
55. ↑  Ange-François Suzzoni (Zaza le Nounours), « [MAJ] Une démo privée pour Trackmania Sunrise », sur Factornews, 3 février 2005.
56. ↑  Hosteel, « TrackMania Sunrise : plus d'images », sur Gamekult, 21 janvier 2005.
57. ↑  Hosteel, « TrackMania Sunrise : la démo », sur Gamekult, 15 mars 2005.
58. ↑  (en) « WORLD ENJOYS TWO TRACKMANIA LAUNCHES », sur GamesIndustry.biz, 8 avril 2005.
59. ↑  (en) Tom Orry, « TrackMania Sunrise races to stores », sur VideoGamer, 8 avril 2005.
60. ↑  Niko, « Screenshots TrackMania Sunrise », sur Factornews, 10 décembre 2004.
61. ↑  Hosteel, « Deux extensions en vue pour TrackMania », sur Gamekult, 3 juin 2005.
62. ↑  Hosteel, « TrackMania Sunrise eXtreme : la démo », sur Gamekult, 4 novembre 2005.
63. ↑  Hosteel, « TM Sunrise eXtreme en téléchargement », sur Gamekult, 15 novembre 2005.
64. ↑  Hosteel, « TM Sunrise eXtreme : images et vidéo », sur Gamekult, 11 juillet 2005.
65. 1 2 3 4 5  (it) Alberto Torgano, « TrackMania Sunrise Extreme », Computer idea, no 166,‎ juin 2006, p. 73.
66. ↑  (en) « Various - Trackmania Sunrise Extreme Soundtrack », sur 'Discogs, 2006.
67. ↑  (en) « TrackMania Original: Limited Edition - Soundtrack », sur VGMdb, 2006.
68. ↑  (de) « TrackMania Sunrise eXtreme: Patch 1.51 », sur GameZone, 29 octobre 2007.
69. ↑  (it) « TrackMania Sunrise », The Games Machine, no 247,‎ mai 2009, p. 110.
70. ↑  Nerces, « Bientôt du nouveau pour TrackMania Sunrise - PC », sur Jeuxvideo.fr, 3 juin 2005.
71. ↑  « TrackMania, la série », Joystick, no 202,‎ janvier 2008, p. 81-83.
72. ↑  (en) Ron Dulin, « TrackMania Sunrise », Computer Gaming World, no 254,‎ septembre 2005, p. 66.
73. ↑  Bishop, « Test de TrackMania Sunrise », Joystick, no 169,‎ avril 2005, p. 63.
74. ↑  (en) PC Gamer, « TrackMania Sunrise », sur GamesRadar+, 25 avril 2005.
75. ↑  (es) « TrackMania Sunrise », Micromania, no 129,‎ octobre 2005, p. 78-79.
76. ↑  (it) « TrackMania Sunrise », Giochi per il mio computer, no 104,‎ juin 2005, p. 88-90.
77. ↑  (en) « TrackMania Sunrise », Hyper, no 140,‎ juin 2005, p. 58-59.
78. ↑  (it) Lorenzo Cavalca, « TrackMania Sunrise », Computer idea, no 149,‎ octobre 2005, p. 71.
79. ↑  (en) « Trackmania Sunrise Review for PC », sur 1UP.com, 2 août 2005.
80. ↑  Laurent Moreaux, « Test TrackMania Sunrise », sur JeuxActu, 11 avril 2005.
81. 1 2  (en) « TrackMania Sunrise », sur Metacritic, avril 2018.
82. ↑  (en) « TrackMania Sunrise for PC », sur GameRankings, avril 2018.
83. ↑  « Trackmania Sunrise eXtreme », Consoles +, no 168,‎ janvier 2006, p. 55.
84. 1 2 3  (it) Fabio Bortolotti, « TrackMania Sunrise Extreme », Giochi per il mio computer, no 97,‎ mai 2006, p. 114.
85. ↑  (en) Vanilla Moe, « TrackMania Sunrise Extreme », PC PowerPlay, no 150,‎ avril 2006, p. 71.
86. 1 2 3  (en) Ed Dawson, « TrackMania Sunrise Extreme », PC PowerPlay, no 124,‎ avril 2006, p. 72.
87. 1 2 3 4  Hosteel, « Test - TM Sunrise Extreme, des sensations pures », sur Gamekult, 18 novembre 2005.
88. ↑  Seb, « Test TrackMania Nations sur PC », sur Jeuxvideo.fr, 4 février 2006.
89. ↑  (en) Dave Harrison, « TrackMania becomes United », sur GamesRadar+, 4 juillet 2006.
90. ↑  Hosteel, « Test - TrackMania United redonne des couleurs », sur Gamekult, 17 novembre 2006.
91. ↑  (en) Jon Valjean, « TrackMania Nations Forever review (PC) », sur Gameplanet, 21 avril 2008.
92. ↑  (en) Richard_Cobbett, « TrackMania United Forever review », sur GamesRadar+, 27 mai 2008.
93. ↑  Rédaction, « TrackMania Nations Forever en détails », sur Jeuxvideo.com, 4 avril 2008.
94. ↑  Jean-Marc, « Test de TrackMania DS », sur Jeuxvideo.fr, 14 novembre 2008.
95. ↑  (en) Jane Douglas, « TrackMania: Build to Race Review », sur GameSpot, 15 mars 2011.
96. ↑  Rivaol, « Test TrackMania Turbo sur DS », sur Jeuxvideo.com, 1er octobre 2010.
97. 1 2  Le0ben, « Test : TrackMania² Canyon », sur Gamekult, 26 septembre 2011.
98. 1 2  Cortez62, « Test de TrackMania 2 Stadium », sur Jeuxvideo.fr, 28 juin 2013.
99. 1 2  (en) Martin Robinson, « TrackMania 2 Valley review », sur Eurogamer, 17 juillet 2013.
100. 1 2  daFrans, « Test TrackMania² Lagoon : Un standalone qui arrive bien trop tard sur PC », sur Jeuxvideo.com, 7 juin 2017.
101. ↑  (en) « TrackMania », Edge, no 293,‎ juin 2016, p. 123.
102. ↑  (en) Martin Robinson, « TrackMania Turbo review », sur Eurogamer, 23 mars 2016.
103. ↑  (en) Jason D'Aprile, « TrackMania Turbo Review », sur GameSpot, 28 mars 2016.
104. ↑  Jarod, « Trackmania Turbo en VR avec une démo », sur Gamekult, 8 novembre 2016.
105. ↑  Maxime Chao, « TrackMania Turbo : une mise à jour qui rend le jeu compatible avec la VR », sur JeuxActu, 8 novembre 2016.
106. ↑  Nerces, « The 1K Project II, vidéo  TrackMania  de folie », sur Jeuxvideo.fr, 4 septembre 2006.
107. ↑  (en) « Top 100 », PC PowerPlay, no 114,‎ juillet 2005, p. 62.
108. ↑  La rédaction, « Les meilleurs jeux de l'année », sur 01net, 1er décembre 2005.